# Trung luận
Trung luận hoặc Trung quán luận, gọi đầy đủ theo tên Phạn văn là Căn bản trung luận tụng (sa. mūlamadhyamakakārikā) - "Những câu kệ tụng theo tông chỉ trung quán căn bản" - là một tác phẩm tối trọng của Long Thụ, người khai sáng trường phái Trung quán (sa. mādhyamika). Luận này được xem là tác phẩm then chốt của triết học Trung quán và vì vậy, từ lúc được biên soạn (khoảng tk. 2) đến nay, nó được chú giải, bình luận rất nhiều.

## Hình thái và nội dung

### Mười hai chương đầu
- 1. Quán nhân duyên (sa. pratyayaparīkṣā)
- 2. Quán khứ lai (sa. gatāgataparīkṣā)
- 3. Quán lục tình (sa. cakṣurādīndriyaparīkṣā)
- 4. Quán ngũ ấm (sa. skandhaparīkṣā)
- 5. Quán lục chủng (sa. dhātuparīkṣā)
- 6. Quán nhiễm nhiễm (sa. rāgaraktaparīkṣā)
- 7. Quán tam tướng (sa. saṃskṛtaparīkṣā)
- 8. Quán tác tác giả (sa. karmakārakaparīkṣā)
- 9. Quán bản trú (sa. pūrvaparīkṣā)
- 10. Quán nhiên khả nhiên (sa. agnīndhanaparīkṣā)
- 11. Quán bản tế (sa. pūrvaparakoṭiparīkṣā)
- 12. Quán khổ (sa. duḥkhaparīkṣā)

### Chương 13 đến 25
- 13. Quán hành (sa. saṃskāraparīkṣā):
- 14. Quán hợp (sa. saṃsargaparīkṣā):
- 15. Quán hữu vô (sa. svabhāvaparīkṣā):
- 16. Quán phọc giải (sa. bandhanamokṣaparīkṣā):
- 17. Quán nghiệp (sa. karmaphalaparīkṣā):
- 18. Quán pháp (sa. ātmaparīkṣā):
- 19. Quán thời (sa. kālaparīkṣā):
- 20. Quán nhân quả (sa. sāmagrīparīkṣā):
- 21. Quán thành hoại (sa. saṃbhavavibhavaparīkṣā:
- 22. Quán Như Lai (sa. tathāgataparīkṣā):
- 23. Quán điên đảo (sa. viparyāsaparīkṣā):
- 24. Quán tứ đế (sa. āryasatyaparīkṣā):
- 25. Quán niết-bàn (sa. nirvāṇaparīkṣā):

### Chương 26 & 27
- 28. Quán thập nhị nhân duyên (sa. dvādaśāṅgaparīkṣā):
- 27. Quán tà kiến (sa. dṛṣṭiparīkṣā):